# سعيد شعبان
سعيد شعبان، لاعب كرة قدم عماني سابق. لعب مع منتخب عمان لكرة القدم. سجل هدف في مرمى منتخب الكويت لكرة القدم في كأس الخليج الثالثة عشر 1996 التي أُقيمت في عمان.